# CAC Wirraway
Le CAC Wirraway (mot aborigène signifiant « défi ») est un avion militaire fabriqué en Australie par la Commonwealth Aircraft Corporation (CAC) entre 1939 et 1946. Il s'agit d'une version australienne de l'avion d'entraînement North American NA-16. Le Wirraway est considéré comme la base de la construction aéronautique australienne. Il fut employé par la Royal Australian Air Force (RAAF) et la Royal Australian Navy (RAN) au cours de la Seconde Guerre mondiale, pour combattre les forces aériennes de l'empire du Japon.